# Eleron-10
Eleron-10 (ros. Элерон-10) – rosyjski bezzałogowy statek powietrzny do prowadzenia rozpoznania.

## Historia
Bezzałogowiec został opracowany przez Eniks (ros. ЗАО «ЭНИКС») z Kazania. Prace konstrukcyjne rozpoczęto w 2007 r. w oparciu o bezzałogowy statek powietrzny Eleron-3. W tym samym roku dokonano oblotu nowej konstrukcji i przystąpiono do prób państwowych. Na wystawie UVS-TECH 2008 Eniks zapowiedział stworzenie bsp przenoszącego kamerę pracującą w paśmie widzialnym lub w podczerwieni oraz systemy walki elektronicznej. Próby państwowe Eleron-10 zakończył w 2008 r. i został przyjęty na wyposażenie Sił Zbrojnych Federacji Rosyjskiej. W 2010 r. zdecydowano o zakupie dziesięciu zestawów (każdy złożony z dwóch statków powietrznych) na potrzeby Suchoputnych Wojsk. Jeden zestaw kupiło Ministerstwo Spraw Wewnętrznych Republiki Tatarstanu.
Pierwszy raz publicznie zademonstrowany w 2011 r. na międzynarodowym salonie-wystawie „Integrated Security”.
Eleron-10 jest przeznaczony do prowadzenia całodobowego lotniczego rozpoznania optoelektronicznego i pozwala na wizualne wyszukiwanie obiektów w czasie rzeczywistym, określenie ich lokalizacji oraz wykonywanie zdjęć lotniczych. Producent zaleca jego wykorzystanie przez służby mundurowe, w tym policję, straż graniczną, przedsiębiorstwa ochrony terytoriów i obiektów z powietrza. Przenoszone wyposażenie umożliwia prowadzenie akcji poszukiwawczych i ratowniczych, monitorowanie stanu dróg, kolei, rurociągów, linii elektroenergetycznych, obszarów wodnych, przestrzeni powietrznej, zadań kartograficznych i przeciwpożarowych oraz kontroli połowów. Dla odbiorcy wojskowego może zostać wyposażony w rozszerzone możliwości rozpoznania. Może wykonywać lot w trybie autonomicznym, lecąc po trasie wcześniej zaprogramowanej, automatycznym – po trasie zaprogramowanej przed startem z możliwością jej skorygowania przez naziemne stanowisko kontroli oraz półautomatycznym – operator może wydawać polecenia zmieniające kierunek i wysokości lotu.
Urządzenie przenosi modułowe wyposażenie, w skład którego może wchodzić kamera telewizyjna stabilizowana żyroskopowo w trzech płaszczyznach z 10-krotnym zoomem lub kamera termowizyjna o rozdzielczości 640 × 520 pikseli. W przenoszonym wyposażeniu może znaleźć się system zagłuszania sygnału GSM.

## Wersje
Produkowane wersję:
- Eleron-10SW – podstawowa wersja, przeznaczona do użytku w wojskach lądowych,
- Eleron-10D – samolot o zmodyfikowanej konstrukcji, zwiększonym zasięgu i czasie lotu,
- Wałdaj (ros. Валдай) – modyfikacja opracowana na zamówienie FSB Federacji Rosyjskiej.

## Wykorzystanie
W 2011 r. Eleron-10 został wykorzystany podczas akcji gaszenia płonącego składu amunicji we wsi Urman. Aparat został wykorzystany na terenie Donbasu i okolicy. Nagrania audiowizualne potwierdzają użycie bezzałogowca podczas wojny domowej w Syrii. W grudniu 2016 r. jeden jego egzemplarz został zestrzelony przez Siły Zbrojne Ukrainy w pobliżu Makiejewki.
Używany w czasie wojny na Ukrainie.

## Konstrukcja

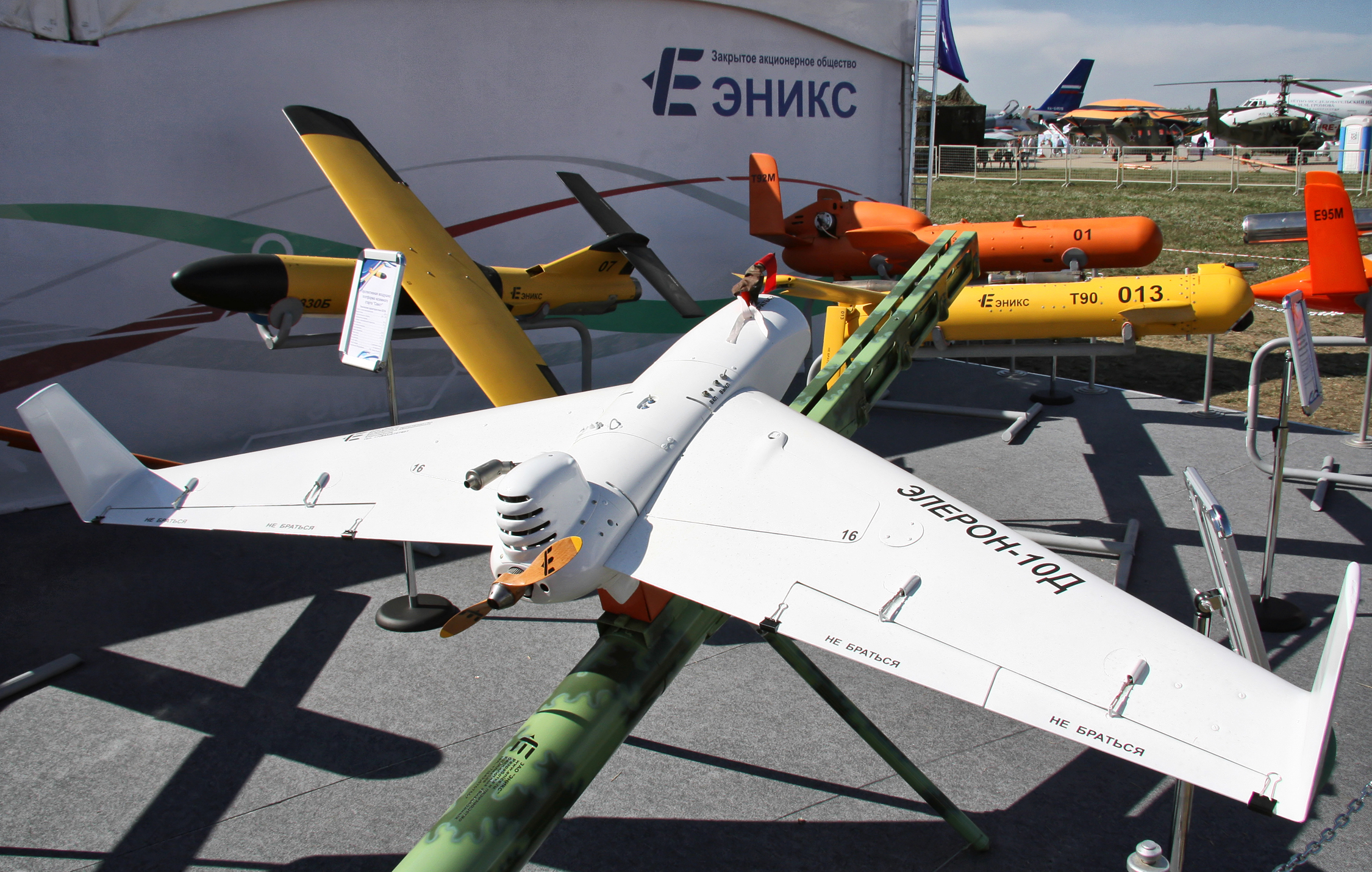
Eleron-10D

Samolot jest zbudowany w układzie latającego skrzydła z silnikiem elektrycznym napędzającym pchające śmigło. Start odbywa się z katapulty o naciągu pneumatycznym a lądowanie z wykorzystaniem spadochronu. Może być użytkowany w normalnych warunkach pogodowych, przy prędkości wiatru do 10 m/s, przy temperaturach od -20 °C do +40 °C i wilgotności do 98%. Dron Eleron-10 stanowi część systemu, w skład którego wchodzą:
- dwa bezzałogowce (oznaczone jako T10E),
- naziemne stanowisko kontroli,
- zestaw modułowego wyposażenia i części zamiennych,
- urządzenie startowe (T10P).

Bezzałogowiec jest przechowywany w kontenerze transportowym, który możne przenosić obsługa jako plecak lub transportować samochodem. Do obsługi potrzebne są dwie osoby – operator wyrzutni i kontroler lotu.